# Lutra sumatrana
La lontra dal naso peloso (Lutra sumatrana (J. E. Gray, 1865)) è un mammifero della famiglia dei Mustelidi. È la più rara e la meno nota delle cinque lontre (sottofamiglia Lutrinae) diffuse nell'Asia orientale. A causa della persecuzione umana e della distruzione dell'habitat, la lontra dal naso peloso è classificata come «specie in pericolo» (Endangered) dalla IUCN.

## Descrizione
La lontra dal naso peloso è una lontra di medie dimensioni, dalla lunghezza totale di circa 1,3 m e un peso di circa 7 kg. Presenta membrane interdigitali complete tra le forti dita artigliate. La pelliccia è marrone scuro nella parte superiore e un po' più chiara nella parte inferiore. Il mento e il labbro superiore sono nettamente accentuati dal loro colore crema-biancastro. L'intera regione nasale è breve e ricoperta da peli scuri.

## Distribuzione e habitat
L'areale della specie copre parti del Sud-est asiatico e non è ancora noto con esattezza. Prove sicure della sua presenza negli ultimi 20 anni circa provengono da Thailandia, Cambogia, Vietnam, Malaysia, Brunei e dall'isola indonesiana di Sumatra e per quanto riguarda le segnalazioni negli anni '80 anche da varie altre località del Borneo settentrionale. Prove storiche sono disponibili anche per la Birmania. Probabilmente l'areale della specie copre gran parte del Sud-est asiatico dall'India nord-orientale a est fino al Vietnam e a sud alle Grandi Isole della Sonda.
Secondo i rapporti disponibili, la specie sembra vivere nelle foreste torbiera, nel corso inferiore dei fiumi, sulle coste marine e, soprattutto, nelle mangrovie.

## Biologia
In un'area paludosa della foresta torbiera nel sud della Thailandia, l'85,5% della dieta era costituito da pesce; altre specie oggetto di caccia erano serpenti acquatici, lucertole, tartarughe d'acqua, mammiferi e insetti. Finora, non abbiamo a disposizione pressoché nessuna informazione riguardo a comportamento sociale e riproduzione. Come in altre lontre, il periodo di gestazione dura circa due mesi. Nel delta del Mekong, a quanto pare, le femmine partoriscono a novembre e dicembre. In questo luogo, dei piccoli sono stati visti tra dicembre e gennaio e in un caso entrambi i genitori si prendevano cura del piccolo.

## Conservazione
La specie è rara o molto rara in tutto il suo areale. Tra il 1998 e il 2005 si pensava addirittura che fosse estinta e non sono ancora disponibili dati sulla densità di popolazione. La IUCN presume che la popolazione sia diminuita fino al 50% negli ultimi 30 anni e sia ancora in declino. La principale minaccia, nell'intero areale della specie, è la persecuzione umana. Ulteriori minacce per le poche popolazioni al di fuori delle aree protette sono la distruzione dell'habitat a causa della conversione in terreni agricoli, lo sfruttamento del legname e gli incendi, nonché la mancanza di prede adatte a causa dell'eccessivo sfruttamento umano. La lontra dal naso peloso viene quindi classificata come «specie in pericolo» (Endangered) dalla IUCN.